# Rachel Haurwitz
Rachel Elizabeth Haurwitz (nacida el 20 de mayo de 1985) es una bioquímica y bióloga estructural estadounidense. Es cofundadora, directora ejecutiva y presidenta de Caribou Biosciences, una empresa de edición de genes. 

## Biografía
Haurwitz nació el 20 de mayo de 1985. Creció en Austin, Texas. Su madre es maestra de escuela primaria y su padre, un periodista ambiental. Ella describe a su yo más joven como "nerd promedio de ciencia". Mientras estaba en la escuela secundaria, mantuvo 400 planarias en el comedor de la familia para realizar experimentos de laberinto.
Comenzó a investigar el ARN durante sus años de licenciatura.  Asistió a la Universidad de Harvard, donde obtuvo una licenciatura. En 2007, comenzó sus estudios de doctorado en la Universidad de California, Berkeley.  A la edad de 21 años, comenzó a trabajar como estudiante graduada en el laboratorio de Jennifer Doudna, en 2008, donde completó su doctorado en biología molecular y celular. Originalmente tenía la intención de convertirse en abogada de propiedad intelectual para las patentes de biotecnología, pero optó por continuar con la ciencia.

## Carrera
En 2011, Haurwitz y Doudna cofundaron Caribou Biosciences, una empresa emergente de edición de genes.  Es CEO y presidenta de la compañía. Tiene varias patentes para tecnologías basadas en CRISPR.  Caribou Biosciences se alojó inicialmente en el sótano del mismo edificio que albergaba el laboratorio de Doudna. Su compañía apoya la comercialización de tecnología CRISPR en salud y agricultura.  Sus investigadores exploran temas relacionados con la resistencia a los antimicrobianos, la escasez de alimentos y la escasez de vacunas.  La empresa obtuvo la licencia de patente CRISPR de Berkeley y se ocupa de empresas agrícolas y farmacéuticas y de investigación.  A partir de 2018 supervisa a 46 empleados.  En 2018,  anunció que Caribou Biosciences estaba cambiando el enfoque en la medicina y desarrollando terapias contra el cáncer dirigidas a los microbios.
Al ser una mujer ejecutiva, informa que ha experimentado situaciones en las que fue tratada de manera diferente debido a su género. También afirma que con mayor frecuencia se sintió subestimada debido a su corta edad.

## Premios y honores
- 2014 Forbes 30 Under 30[12]
- Premio Siguiente Generación de la Asociación de Mujeres en la Ciencia, abril de 2018[13]
- Las 50 mejores mujeres en tecnología de Forbes en América, noviembre de 2018[14]

## Vida personal
Haurwitz es judía. Es fondista  y está entrenando para un maratón. Teje como hobby.